# The Notebook
The Notebook (bra: Diário de uma Paixão; prt: O Diário da Nossa Paixão) é um filme de drama romântico estadunidense de 2004 dirigido por Nick Cassavetes e baseado no livro de mesmo nome de Nicholas Sparks. O filme é estrelado por Ryan Gosling e Rachel McAdams como um jovem casal que se apaixonam durante a década de 1940. Sua história é narrada a partir do dia de hoje por um homem idoso (interpretado por James Garner) contando o conto a uma colega residente do lar de idosos (interpretada por Gena Rowlands, que é mãe de Cassavetes).
The Notebook recebeu críticas díspares, mas teve um bom desempenho nas bilheterias e recebeu várias indicações para prêmios, vencendo oito Teen Choice Awards, um Satellite Award e um MTV Movie Award. O filme se tornou um inesperado sucesso e ganhou um status cult.  Em 11 de novembro de 2012, a ABC Family estreou uma versão estendida com cenas deletadas adicionados de volta para o enredo original.

## Enredo
Em um asilo, vivem um homem (James Garner) e uma mulher (Gena Rowlands). Ele vive lá por opção, ela, por consequência de uma demência senil que prejudicou sua memória. Todos os dias, o homem lê para a senhora um capítulo de uma linda história de amor, que foi escrita num velho diário. A história consiste no romance de Noah Calhoun (Ryan Gosling) e Allie Hamilton (Rachel McAdams), que se conheceram e apaixonaram-se num parque de diversões em Seabrook Island, na Carolina do Sul, nos anos 40. Foi o verão mais intenso de suas vidas. Porém, por imposição da família de Allie, o casal, loucamente apaixonado, teve de separar-se quando as férias acabaram. Eles não aceitavam que ela, uma jovem rica de 17 anos se envolvesse com um pobre operário.
Quando se iniciou a Segunda Guerra Mundial Noah foi para a guerra. Antes disso, ele havia escrito 365 cartas, as quais foram escondidas pela mãe de Allie, que consequentemente nunca ficou sabendo e por isso nunca retornou. Noah ficou desolado, pensando ter acabado tudo e Allie arrasada, imaginando que seu amado a havia esquecido.
Ao voltar da Guerra, o pai de Noah lhe deu um presente, comprou a casa dos sonhos do filho, que passou a reformá-la da forma como Allie havia pedido. Tentou seguir com sua vida longe da mulher que amava, mas se tornou um homem solitário, ainda mais depois da morte de seu pai. Tentava suprir a falta de Allie na companhia de Martha, mas a própria sabia que não faria Noah feliz.
Sete anos se passaram e Allie estava noiva de Lon (James Marsden), a quem acreditava amar, apesar de rever Noah em seus pensamentos às vezes. Lon e Allie se conheceram quando ela se voluntariou para cuidar dos feridos da guerra. Lon era de família tradicional e os pais de Allie apoiavam o casamento. No dia da prova do vestido, Allie viu a foto de Noah no jornal, fazendo-a relembrar a história inacabada dos dois.
Allie resolveu ir para Seabrook por uns dias, sem contar para Lon quem ia procurar. Ao rever Noah, ambos veem a chama da paixão juvenil reacender-se dentro de seus corações. Allie precisava agora decidir com quem queria realmente passar o resto de sua vida.
Enquanto o homem conta a história para a senhora, ela passa a lembrar passagens de sua juventude, até perceber que ela é a Allie, e o homem que lhe dedica horas todos os dias, é na verdade o homem com quem ela, afinal, escolheu ficar.

## Elenco
- Rachel McAdams como Allie Hamilton (jovem)
- Ryan Gosling como Noah Calhoun (jovem)
- James Garner como Noah Calhoun
- Gena Rowlands como Allie Hamilton
- Joan Allen como Mãe de Allie
- Heather Wahlquist como Sara Tuffington
- Elizabeth Bond como Secretária
- Jamie Brown como Martha Shaw
- Nancy De Mayo como Mary Allen Calhoun
- Jennifer Echols como Enfermeira Irene
- Sylvia Jefferies como Rosemary
- Eve Kagan como Ellen
- Meredith Zealy como Maggie Calhoun
- James Marsden como Lon Hammond Jr.
- Kevin Connolly como Fin
- Andrew Schaff como Matthew Jamison III
- Geoffrey Knight como Barker

## Produção
O trabalho começou em março de 1996, quando o primeiro roteirista foi contratado para escrever o primeiro rascunho e script. Não saiu do chão como os estúdios queriam que o filme fosse mais perto do livro. Outro escritor escreveu um rascunho, mas vários anos se passaram como eles queriam várias mudanças. Então Nick Cassavetes veio a bordo.

### Elenco
Cassavetes queria alguém desconhecido para retratar Noah; portanto, ele lançou Ryan Gosling no papel.  Gosling foi inicialmente surpreso com isso: "Eu li [o roteiro] e eu pensei: 'Ele é louco, eu não poderia estar mais errado para este filme.' " "Ele me deu a oportunidade de interpretar um personagem ao longo de um período de tempo - 1940-1946 - que foi bastante profundo e formativo". Para se preparar para o papel, Gosling se mudou temporariamente para Charleston, Carolina do Sul antes das filmagens. Durante dois meses, ele remou o rio Ashley e mobiliário feito. A pesquisa nacional foi realizada para encontrar a atriz certa para fazer Allie, e Rachel McAdams foi finalmente escolhida.  Em lançando ela, Cassavetes disse: "Quando Rachel McAdams entrou e leu, ficou claro que ela era a única. Ela e Ryan teve uma grande química entre eles". Ela comentou: "Eu pensei que seria um sonho para ser capaz de fazê-lo eu li o roteiro e foi para a audição apenas dois dias mais tarde, foi uma boa maneira de fazê-lo, porque eu estava muito cheio de história". Em comparação com o livro, o papel foi prorrogado. McAdams passou um tempo em Charleston antes de filmar para se familiarizar com o ambiente, e tomou aulas de balé e etiqueta.

### Filmagem
The Notebook foi filmado quase inteiramente em locações na Carolina do Sul, No final de 2002 e início de 2003 escritórios de produção do filme foram criados na antiga Charleston Naval Shipyard em North Charleston.
Grande parte do enredo do filme se passa dentro e em torno da Seabrook Island, uma cidade real, que é uma das Carolina do Sul chamadas "sea islands". Ele está localizado a 20 km ao sudoeste de Charleston, Carolina do Sul. No entanto, nenhuma das filmagens tiveram lugar na área de Seabrook. A casa em que Noah é visto fixando-se é uma residência privada em Wadmalaw Island, Carolina do Sul, que é uma outra localidade "sea island" situado a 10 km mais próximo de Charleston. A casa não estava realmente em um estado dilapidado a qualquer momento, mas foi feito para olhar dessa forma, efeitos especiais, na primeira metade do filme. Ao contrário do que a sugestão de um diálogo do filme, nem a casa nem a área de Seabrook foi a casa de herói revolucionário da Carolina do Sul Francis Marion, cuja plantação foi realmente localizado a alguma distância a noroeste de Charleston.[carece de fontes?] O Boone Hall Plantation serviu como casa de verão de Allie.
Muitas das cenas passadas em Seabrook foram filmadas na cidade de Mount Pleasant, (um subúrbio de Charleston). Outros foram filmadas em Charleston e em Edisto Island. As cenas foram filmadas no lago Cypress Gardens (em Moncks Corner, Carolina do Sul) com os pássaros treinados que foram trazidas de outros lugares.[carece de fontes?]
As cenas do lar de idosos foram filmados em Rice Hope Plantation, localizado em Condado de Georgetown, Carolina do Sul. A faculdade representada brevemente no filme é identificada no filme como Sarah Lawrence College, mas o campus que se vê é, na verdade, o College of Charleston.

## Lançamento

### Desempenho de bilheteria
O filme estreou 25 de junho de 2004, nos Estados Unidos e Canadá, e arrecadou US$ 13,5 milhões em 2.303 cinemas sua semana de estreia, ocupando o número 4 nas bilheterias. O filme arrecadou um total de US$ 115,6 milhões em todo o mundo, US$ 81 milhões no Canadá e nos Estados Unidos e US$ 34,6 milhões em outros países. É a 17ª maior bilheteria de filme de drama romântico de todos os tempos.

### Resposta da crítica
| |  |  |
| As performances de Ryan Gosling e Rachel McAdams, bem como a sua química na tela, foram particularmente elogiados pela maioria dos críticos de cinema. |  |  |

The Notebook recebeu uma reação mista dos críticos de cinema. Baseado em 154 comentários sobre a Rotten Tomatoes, 52% dos críticos deram ao filme uma crítica positiva, com uma classificação média de 5,7/10. No Metacritic, que atribui uma classificação média de 100 a comentários de críticos convencionais, o filme detém atualmente uma pontuação média de 53, baseado em 34 avaliações, o que indica "críticas mistas ou médias".
Roger Ebert do Chicago Sun-Times elogiou o filme, premiando-o com três estrelas e meia em cada quatro, chamando a fotografia "marcante em seus efeitos ricos, saturadas" e afirmando que os "atores são abençoados por um bom material". Peter Lowry de Film Threat deu ao filme três estrelas e meia de cinco; elogiando o desempenho de ambos Gosling e McAdams, ele escreveu: "Gosling e especialmente McAdams dão todas as performances de estrelas, fazendo apenas o suficiente para entregar as rédeas para os profissionais, que tomam o que resta do filme e terminar o público com alguns toques de cenas que não deixam um olho seco em casa". Stephen Holden do The New York Times deu ao filme uma crítica positiva, afirmando que "as cenas entre os jovens amantes que confrontam autoridade dos adultos têm a mesma tensão fervente e espreita a histeria que os jovens Warren Beatty e Natalie Wood levou mais de 40 anos para seus papéis em Splendor in the Grass.
Em junho de 2010, Entertainment Weekly incluiu Allie e Noah em sua lista dos "100 Maiores Personagens dos últimos 20 anos". A revista listou The Notebook em seus 25 filmes mais sexy de sempre. Us Weekly incluiu o filme em sua lista dos 30 mais filmes românticos de todos os tempos. Boston.com classificou o filme em terceiro em seu top de filmes românticos. The Notebook apareceu no Moviefone em sua lista dos 25 melhores filmes de romance de todos os tempos. Marie Claire também colocou o filme na lista das 12 maiores cenas de filmes românticos de todos os tempos. Em 2011, The Notebook foi nomeado o melhor filme para mulheres durante o especial da televisão da ABC News e People Best in Film: The Greatest Movies of Our Time. A cena em que Noah sobe a roda-gigante, porque ele quer um encontro com Allie entrou para a lista de Total Film das 50 maiores momentos dos filmes românticos de todos os tempos.

### Prêmios e nomeações
| Ano  | Prêmio                     | Categoria                                    | Recebeu                             | Resultado |
| ---- | -------------------------- | -------------------------------------------- | ----------------------------------- | --------- |
| 2004 | Golden Trailer Awards      | Melhor Romance                               |                                     | Indicado  |
| 2004 | Teen Choice Awards         | Escolha de Filme de Verão                    |                                     | Indicado  |
| 2004 | Teen Choice Awards         | Choice Breakout Movie Star                   | Rachel McAdams                      | Indicado  |
| 2005 | Artios Awards              | Excelência em Elenco – Longa-Metragem, Drama | Matthew Barry and Nancy Green-Keyes | Indicado  |
| 2005 | Golden Satellite Awards    | Melhor Atriz Coadjuvante – Cinema            | Gena Rowlands                       | Venceu    |
| 2005 | MTV Movie Awards           | Melhor Performance Feminina                  | Rachel McAdams                      | Indicado  |
| 2005 | MTV Movie Awards           | Melhor Beijo                                 | Rachel McAdams e Ryan Gosling       | Venceu    |
| 2005 | Screen Actors Guild Awards | Performance de um Ator Coadjuvante           | James Garner                        | Indicado  |
| 2005 | Teen Choice Awards         | Escolha de Filme de Drama                    |                                     | Venceu    |
| 2005 | Teen Choice Awards         | Escolha de Filme de Encontro                 |                                     | Venceu    |
| 2005 | Teen Choice Awards         | Escolha de Filme Ator - Drama                | Ryan Gosling                        | Venceu    |
| 2005 | Teen Choice Awards         | Escolha de Filme Atriz - Drama               | Rachel McAdams                      | Venceu    |
| 2005 | Teen Choice Awards         | Escolha Performance de Fuga – Masculino      | Ryan Gosling                        | Venceu    |
| 2005 | Teen Choice Awards         | Escolha de Filme de Química                  | Rachel McAdams e Ryan Gosling       | Venceu    |
| 2005 | Teen Choice Awards         | Escolha de Beijo                             | Rachel McAdams e Ryan Gosling       | Venceu    |
| 2005 | Teen Choice Awards         | Escolha de Cena de Filme de Amor             | Rachel McAdams e Ryan Gosling       | Venceu    |

### Home media
The Notebook foi lançado em DVD em 8 de fevereiro de 2005 e em Blu-ray em 20 de janeiro de 2009. Em fevereiro de 2010, o filme havia vendido mais de 11 milhões de cópias em DVD.

## Trilha sonora
A trilha sonora de The Notebook foi lançado em 8 de junho de 2004.
| N.º            | Título                                                        | Artista                           | Duração |  |
| 1.             | "Título de abertura"                                          | Aaron Zigman                      | 2:49    |  |
| 2.             | "Overture"                                                    | Aaron Zigman                      | 6:16    |  |
| 3.             | "I'll Be Seeing You"                                          | Billie Holiday                    | 3:33    |  |
| 4.             | "Alabamy Home"                                                | Duke Ellington                    | 3:02    |  |
| 5.             | "Allie Returns"                                               | Aaron Zigman                      | 5:07    |  |
| 6.             | "House Blues / The Porch Dance / The Proposal / The Carnival" | Aaron Zigman                      | 8:04    |  |
| 7.             | "Noah's Journey"                                              | Aaron Zigman                      | 6:03    |  |
| 8.             | "Always And Always"                                           | Benny Goodman & His Orchestra     | 3:17    |  |
| 9.             | "A String Of Pearls"                                          | Glenn Miller & His Orchestra      | 3:16    |  |
| 10.            | "On The Lake"                                                 | Aaron Zigman                      | 5:39    |  |
| 11.            | "Diga Diga Doo"                                               | Rex Stewart And The Ellingtonians | 4:16    |  |
| 12.            | "One O'Clock Jump"                                            | Benny Goodman & His Orchestra     | 3:15    |  |
| 13.            | "I'll Be Seeing You"                                          | Jimmy Durante                     | 3:13    |  |
| 14.            | "Noah's Last Letter"                                          | Aaron Zigman                      | 4:32    |  |
| 15.            | "Our Love Can Do Miracles"                                    | Aaron Zigman                      | 4:31    |  |
| Duração total: | Duração total:                                                | Duração total:                    | 66:53   |  |